# Grand Prix SAR La Princesse Lalla Meryem
Il  Grand Prix SAR La Princesse Lalla Meryem è un torneo femminile di tennis, giocato sulla terra rossa, che si disputa in Marocco. Le ultime edizioni sono state tenute nella capitale, Rabat dal 2016. Precedentemente il torneo, nato a Casablanca era stato spostato brevemente a Rabat, poi a Fès e Marrakech. Dal 2009 al 2020 ha fatto parte della categoria WTA International, per poi essere classificato come WTA 250 dal 2021.
È stato per anni l'unico torneo africano di tennis nel circuito femminile. Le edizioni del 2020 e 2021 non sono state disputate a causa della pandemia di COVID-19.
Tímea Babos detiene il record di vittorie nel doppio con 3 titoli, mentre nessuna è riuscita a vincere due titoli nel singolare. Patricia Wartusch, Émilie Loit, Iveta Benešová hanno vinto sia il singolare che il doppio nello stesso anno.

## Albo d'oro

### Singolare
| Anno      | Categoria                             | Campionessa                           | Finalista                             | Punteggio                             |
| --------- | ------------------------------------- | ------------------------------------- | ------------------------------------- | ------------------------------------- |
| 2001      | Tier V                                | Zsófia Gubacsi                        | Maria Elena Camerin                   | 1–6, 6–3, 7–6(5)                      |
| 2002      | Tier V                                | Patricia Wartusch                     | Klára Koukalová                       | 5–7, 6–3, 6–3                         |
| 2003      | Tier V                                | Rita Grande                           | Antonella Serra Zanetti               | 6–2, 4–6, 6–1                         |
| 2004      | Tier V                                | Émilie Loit                           | Ľudmila Cervanová                     | 6–2, 6–2                              |
| 2005      | Tier IV                               | Nuria Llagostera Vives                | Zheng Jie                             | 6–4, 6–2                              |
| 2006      | Tier IV                               | Meghann Shaughnessy                   | Martina Suchá                         | 6–2, 3–6, 6–3                         |
| 2007      | Tier IV                               | Milagros Sequera                      | Aleksandra Wozniak                    | 6–1, 6–3                              |
| 2008      | Tier IV                               | Gisela Dulko                          | Anabel Medina Garrigues               | 7–6(1), 7–6(5)                        |
| 2009      | International                         | Anabel Medina Garrigues               | Ekaterina Makarova                    | 6–0, 6–1                              |
| 2010      | International                         | Iveta Benešová                        | Simona Halep                          | 6–4, 6–2                              |
| 2011      | International                         | Alberta Brianti                       | Simona Halep (2)                      | 6–4, 6–3                              |
| 2012      | International                         | Kiki Bertens                          | Laura Pous Tió                        | 7–5, 6–0                              |
| 2013      | International                         | Francesca Schiavone                   | Lourdes Domínguez Lino                | 6–1, 6–3                              |
| 2014      | International                         | María Teresa Torró Flor               | Romina Oprandi                        | 6–3, 3–6, 6–3                         |
| 2015      | International                         | Elina Svitolina                       | Tímea Babos                           | 7–5, 7–6(3)                           |
| 2016      | International                         | Timea Bacsinszky                      | Marina Eraković                       | 6–2, 6–1                              |
| 2017      | International                         | Anastasija Pavljučenkova              | Francesca Schiavone                   | 7–5, 7–5                              |
| 2018      | International                         | Elise Mertens                         | Ajla Tomljanović                      | 6–2, 7–6(4)                           |
| 2019      | International                         | Maria Sakkarī                         | Johanna Konta                         | 2–6, 6–4, 6–1                         |
| 2020-2021 | Annullato per pandemia di Coronavirus | Annullato per pandemia di Coronavirus | Annullato per pandemia di Coronavirus | Annullato per pandemia di Coronavirus |
| 2022      | WTA 250                               | Martina Trevisan                      | Claire Liu                            | 6–2, 6–1                              |
| 2023      | WTA 250                               | Lucia Bronzetti                       | Julia Grabher                         | 6–4, 5–7, 7–5                         |
| 2024      | WTA 250                               | Peyton Stearns                        | Mayar Sherif                          | 6–2, 6–1                              |
| 2025      | WTA 250                               | Maya Joint                            | Jaqueline Cristian                    | 6-3, 6-2                              |

### Doppio
| Anno       | Categoria                             | Campionesse                                     | Finaliste                                | Punteggio                             |
| ---------- | ------------------------------------- | ----------------------------------------------- | ---------------------------------------- | ------------------------------------- |
| 2001       | Tier V                                | Ljubomira Bačeva Åsa Svensson                   | María Emilia Salerni María José Martínez | 6–3, 6(4)–7, 6–1                      |
| 2002       | Tier V                                | Petra Mandula Patricia Wartusch                 | Gisela Dulko Conchita Martínez Granados  | 6–2, 6–1                              |
| 2003       | Tier V                                | Petra Mandula María Emilia Salerni              | Henrieta Nagyová Olena Tatarkova         | 6–3, 6–4                              |
| 2004       | Tier V                                | Marion Bartoli Émilie Loit (1)                  | Els Callens Katarina Srebotnik           | 6–4, 6–2                              |
| 2005       | Tier IV                               | Émilie Loit (2) Barbora Záhlavová-Strýcová      | Lourdes Domínguez Nuria Llagostera Vives | 3–6, 7–6(5), 7–5                      |
| 2006       | Tier IV                               | Yan Zi Zheng Jie                                | Ashley Harkleroad Bethanie Mattek        | 6–1, 6–3                              |
| 2007       | Tier IV                               | Vania King Sania Mirza                          | Andreea Ehritt-Vanc Anastasija Rodionova | 6–1, 6–2                              |
| 2008       | Tier IV                               | Sorana Cîrstea Anastasija Pavljučenkova         | Alisa Klejbanova Ekaterina Makarova      | 6–2, 6–2                              |
| 2009       | International                         | Alisa Klejbanova Ekaterina Makarova             | Sorana Cîrstea Marija Kirilenko          | 6–3, 2–6, [10–8]                      |
| 2010       | International                         | Iveta Benešová Anabel Medina Garrigues          | Lucie Hradecká Renata Voráčová           | 6–3, 6–1                              |
| 2011       | International                         | Andrea Hlaváčková (1) Renata Voráčová           | Nina Bratčikova Sandra Klemenschits      | 6–3, 6–4                              |
| 2012       | International                         | Petra Cetkovská Aleksandra Panova               | Irina-Camelia Begu Alexandra Cadanțu     | 3–6, 7–6(5), [11–9]                   |
| 2013       | International                         | Tímea Babos (1) Mandy Minella                   | Petra Martić Kristina Mladenovic         | 6–3, 6–1                              |
| 2014       | International                         | Garbiñe Muguruza Romina Oprandi                 | Katarzyna Piter Maryna Zanevs'ka         | 4–6, 6–2, [11–9]                      |
| 2015       | International                         | Tímea Babos (2) Kristina Mladenovic             | Laura Siegemund Maryna Zanevs'ka         | 6–1, 7–6(5)                           |
| 2016       | International                         | Xenia Knoll Aleksandra Krunić                   | Tatjana Maria Ioana Raluca Olaru         | 6–3, 6–0                              |
| 2017       | International                         | Tímea Babos (3) Andrea Hlaváčková (2)           | Nina Stojanović Maryna Zanevs'ka         | 2–6, 6–3, [10–5]                      |
| 2018       | International                         | Anna Blinkova Ioana Raluca Olaru                | Georgina García Pérez Fanny Stollár      | 6–4, 6–4                              |
| 2019       | International                         | María José Martínez Sánchez Sara Sorribes Tormo | Georgina García Pérez Oksana Kalašnikova | 7–5, 6–1                              |
| 2020- 2021 | Annullato per pandemia di Coronavirus | Annullato per pandemia di Coronavirus           | Annullato per pandemia di Coronavirus    | Annullato per pandemia di Coronavirus |
| 2022       | WTA 250                               | Eri Hozumi Makoto Ninomiya                      | Monica Niculescu Aleksandra Panova       | 6(7)–7, 6–3, [10–8]                   |
| 2023       | WTA 250                               | Sabrina Santamaria Jana Sizikova (1)            | Lidzija Marozava Ingrid Martins          | 3–6, 6–1, [10–8]                      |
| 2024       | WTA 250                               | Irina Chromačëva Jana Sizikova (2)              | Anna Danilina Xu Yifan                   | 6–3, 6–2                              |
| 2025       | WTA 250                               | Maya Joint Oksana Kalašnikova                   | Angelica Moratelli Camilla Rosatello     | 6-3, 7-5                              |